# باب هیوت
 باب هیوت (انگلیسی: Bob Hewitt؛ زاده ۱۲ ژانویهٔ ۱۹۴۰) یک تنیس‌باز اهل آفریقای جنوبی است.